# Diocesi di Archelaide
La diocesi di Archelaide (in latino Dioecesis Archelaidensis) è una sede soppressa del patriarcato di Gerusalemme e una sede titolare della Chiesa cattolica.

## Storia
Archelaide, corrispondente a Khirbet el-Beiyudat nei territori della Palestina, è un'antica sede vescovile della provincia romana della Palestina Prima nella diocesi civile d'Oriente. Faceva parte del patriarcato di Gerusalemme ed era suffraganea dell'arcidiocesi di Cesarea.
Sono due i vescovi noti di questa antica diocesi. Timoteo prese parte a due sinodi di Costantinopoli, celebrati nel 448 e nel 449 contro Eutiche. Antioco partecipò al concilio di Calcedonia nel 451.
Una chiesa di epoca bizantina è stata scoperta a Khirbet el-Beiyudat, databile alla seconda metà del VI secolo.
Dal XIX secolo Archelaide è annoverata tra le sedi vescovili titolari della Chiesa cattolica; la sede è vacante dal 9 giugno 1968.

## Cronotassi

### Vescovi greci
- Timoteo † (prima del 448 - dopo il 449)
- Antioco † (menzionato nel 451)

### Vescovi titolari
- Mariano Cidad y Olmos † (19 aprile 1897 - 25 giugno 1903 nominato vescovo di Astorga)
- Ercolano Marini † (29 giugno 1904 - 11 dicembre 1905 nominato vescovo di Norcia)
- Ignazio Zuccaro † (30 aprile 1906 - 28 novembre 1913 deceduto)
- Modesto Augusto Vieira † (12 gennaio 1914 - 27 settembre 1916 deceduto)
- Joseph-Fructueux Bourgain, M.E.P. † (31 marzo 1918 - 30 settembre 1925 deceduto)
- Jules Halbert, S.M. † (11 luglio 1939 - 4 febbraio 1955 deceduto)
- Antonio María Michelato Danese, O.S.M. † (8 maggio 1955 - 9 giugno 1968 deceduto)